# Celtic Cup 2005 (Hockey)
Der Celtic Cup ist ein Feldhockeyturnier für Herren- und Damennationalmannschaften. 2005 fanden das fünfte Damen- und das sechste Herrenturnier statt. Die Turniere fanden vom 22. bis 24. Juli in Edinburgh, Schottland statt. Bei den Damen verteidigten die Irinnen ihren Titel. Turniersieger bei den Herren wurde Frankreich. Für Frankreich war es der erste Sieg in der Geschichte des Männerturniers. Damit hatten alle vier Teilnehmer mindestens einmal das Turnier gewonnen.

## Männer
Teilnehmer
- Frankreich
- Irland
- Schottland
- Wales

| Datum – Uhrzeit | Team 1     | Team 2     | Ergebnis |
| 22. Juli        | Schottland | Frankreich | 2:6      |
|                 | Irland     | Wales      | 1:1      |
| 23. Juli        | Schottland | Wales      | 2:3      |
|                 | Frankreich | Irland     | 4:2      |
| 24. Juli        | Irland     | Schottland | 0:3      |
|                 | Wales      | Frankreich | 2:4      |

Tabelle
| Rang | Land       | Spiele | Tore | Differenz | Punkte |
| 1    | Frankreich | 3      | 14:6 | +8        | 9      |
| 2    | Wales      | 3      | 6:7  | −1        | 4      |
| 3    | Schottland | 3      | 7:9  | −2        | 3      |
| 4    | Irland     | 3      | 3:8  | −5        | 1      |

## Frauen
Teilnehmer
- Frankreich
- Irland
- Schottland
- Wales

| Datum – Uhrzeit | Team 1     | Team 2     | Ergebnis |
| 22. Juli        | Schottland | Frankreich | 2:2      |
|                 | Irland     | Wales      | 1:0      |
| 23. Juli        | Schottland | Wales      | 4:1      |
|                 | Frankreich | Irland     | 1:3      |
| 24. Juli        | Schottland | Irland     | 0:1      |
|                 | Wales      | Frankreich | 2:1      |

Tabelle
| Rang | Land       | Spiele | Tore | Differenz | Punkte |
| 1    | Irland     | 3      | 5:1  | +4        | 9      |
| 2    | Schottland | 3      | 6:4  | +2        | 4      |
| 3    | Wales      | 3      | 3:6  | −3        | 3      |
| 4    | Frankreich | 3      | 4:7  | −3        | 1      |